# Сомбати, Йозеф
Йозеф Сомбати (нем. Josef Szombathy; 11 июня 1853, Вена — 9 ноября 1943, Вена) — австрийский археолог, известный как первооткрыватель Венеры Виллендорфской в 1908 году.
Окончил Венский политехнический институт (1874), затем работал ассистентом во входившем в его состав Институте геологии и минералогии, где его наставником был Эдуард Зюсс. В 1878—1919 гг. научный сотрудник венского Музея естествознания, с 1882 г. заведовал отделом доисторического и раннеисторического периода. 
Начиная с 1879 г. участвовал в многочисленных археологических раскопках на территории Австро-Венгрии. Входил в руководящий состав различных научных обществ, был президентом Австрийского туристического клуба.